# Rosa 'American Pillar'
'American Pillar' (el nombre de la obtención registrada 'American Pillar'), es un cultivar de rosa moderna de jardín trepador que fue conseguido en Estados Unidos por el rosalista estadounidense Van Fleet en 1902.

## Descripción
'American Pillar' es una rosa moderna de jardín de porte trepador, cultivar del grupo Híbrido Wichurana.
El cultivar procede del cruce de semillas: Rosa wichuraiana Crép. syn. x Rosa setigera Michaux y polen: planta de semillero.
Las formas arbustivas del cultivar tienen porte arbustivo y alcanza de 350 a 700 cm de alto con 305 cm de ancho. Las hojas son lisas de color verde oscuro y brillante, con denso follaje.
Sus delicadas flores de color rosa intenso con el centro blanco. Sin fragancia. Flores de 5 pétalos de 2.25". Flor sencilla de 4 a 8 pétalos. Floración en grupos abierta, forma de la flor de taza.
Florece una sola vez en primavera o en verano.

## Origen
El cultivar fue desarrollado en Estados Unidos por el prolífico rosalista estadounidense Van Fleet en 1902. 'Sarah Van Fleet' es una rosa híbrida tetraploide con ascendentes parentales de semillas: Rosa wichuraiana Crép. syn. x Rosa setigera Michaux y polen: planta de semillero.
La obtención fue registrada bajo el nombre cultivar de 'American Pillar' por Van Fleet en 1902 y se le dio el nombre comercial de 'American Pillar'.
La rosa fue conseguida en Estados Unidos por el Dr. Walter Van Fleet antes de 1902 e introducida en el mercado estadounidense por la "Conard & Jones" en 1908 como 'American Pillar'.
La rosa fue introducida en Reino Unido por la "H. Cannell & Sons" en 1909 como 'American Pillar'.

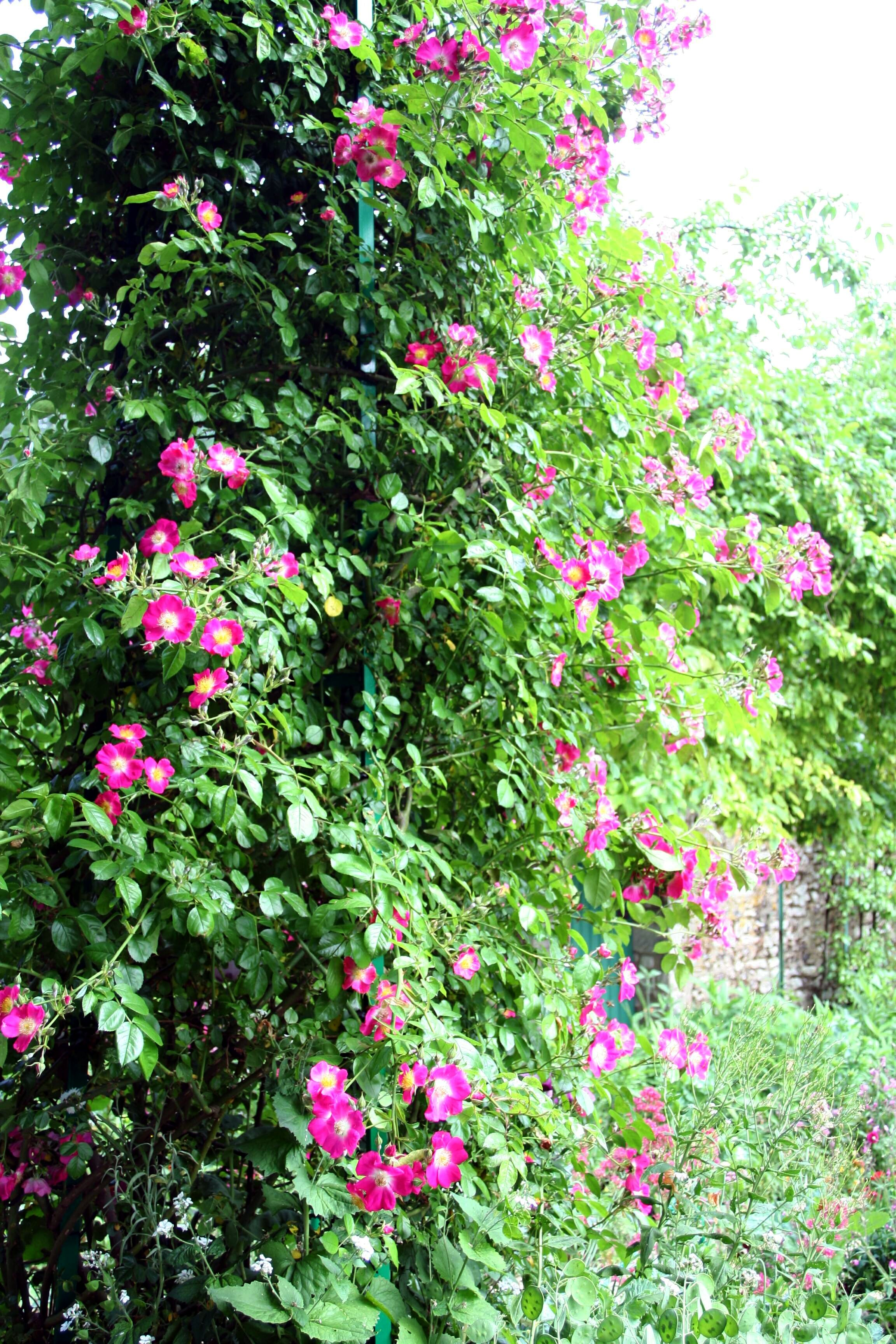
'American Pillar'.
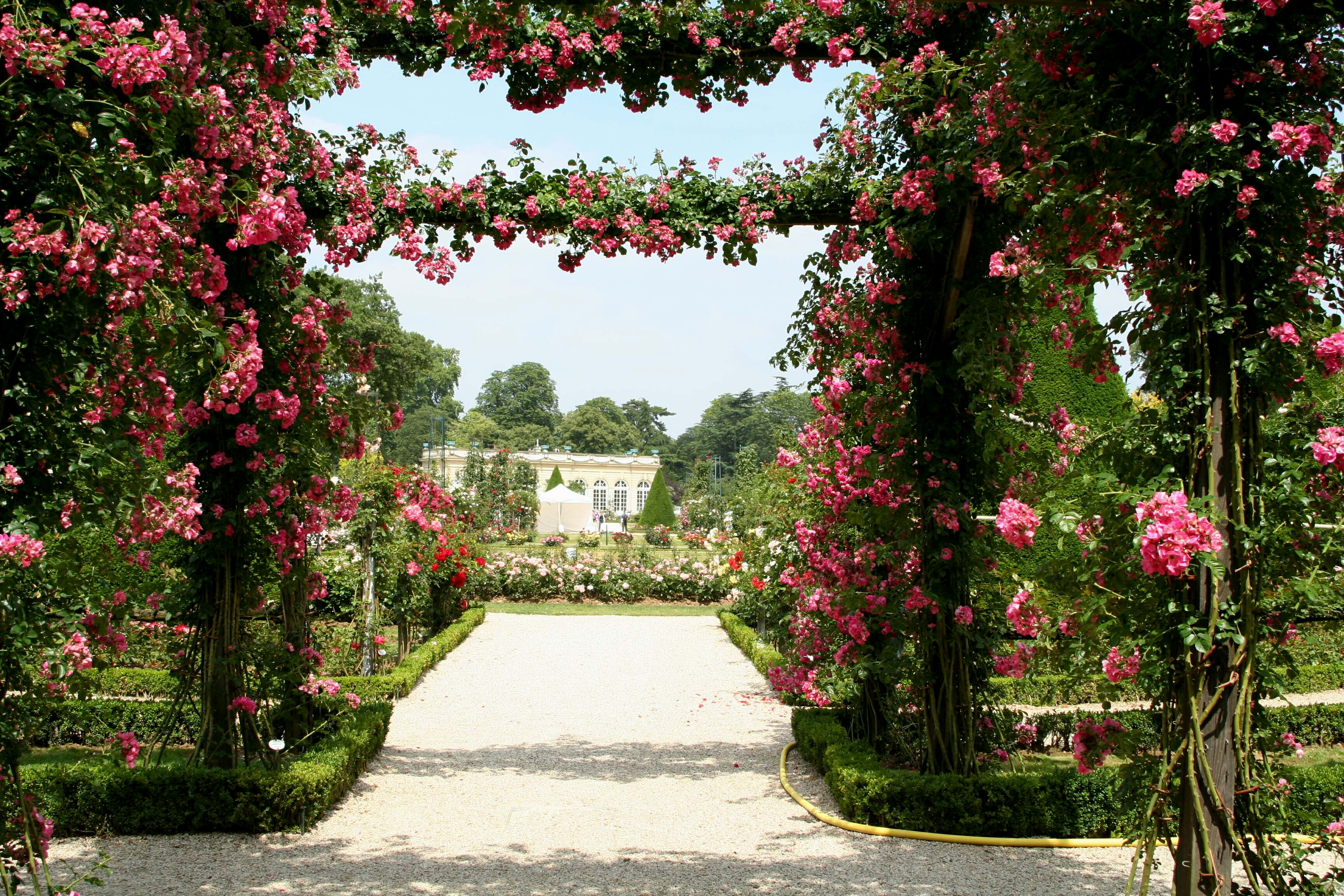
'American Pillar'.
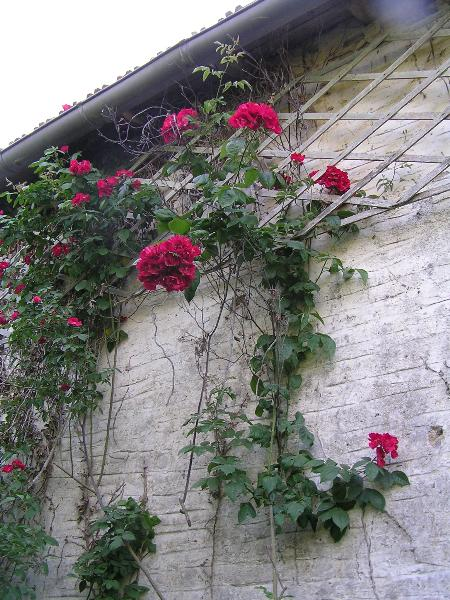
'American Pillar'.
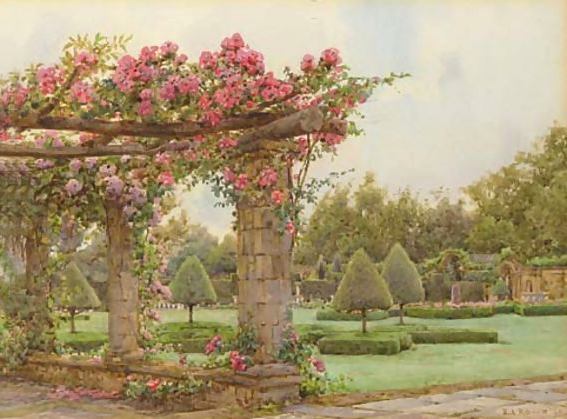
'American Pillar' en Hever Castle (1922). Obra de Ernest Arthur Rowe (1863-1922).

## Premios y galardones
- Climber (ARS). Columbus Rose Society Show. 2001
- Climber (ARS). Charleston Rose Society Show. 2000
- Climber (ARS). Philadelphia Rose Society Show. 2000[1]

## Cultivo
Aunque las plantas están generalmente libres de enfermedades, es posible que sufran de punto negro en climas más húmedos o en situaciones donde la circulación de aire es limitada. Susceptible al mildiu.
Las plantas toleran media sombra, a pesar de que se desarrollan mejor a pleno sol. En América del Norte son capaces de ser cultivadas en USDA Hardiness Zones 4b a 9b. La resistencia y la popularidad de la variedad han visto generalizado su uso en cultivos en todo el mundo.
Puede ser utilizado para las flores cortadas o jardín. Vigorosa. Resistente a la sequía. En la poda de primavera es conveniente retirar las cañas viejas y madera muerta o enferma y recortar cañas que se cruzan. En climas más cálidos, recortar las cañas que quedan en alrededor de un tercio. En las zonas más frías, probablemente hay que podar un poco más que eso. Requiere protección contra la congelación de las heladas invernales.